# Пташині острови
Пташи́ні острови́ — ботанічний заказник місцевого значення в Україні. Розташований у Золотоніському районі Черкаської області, в межах Новодмитрівської та Золотоніської громад. 
Площа 9654,36 га. Як об'єкт природно-заповідного фонду створено рішенням Черкаської обласної ради від 28.08.2009 року № 28-8/V на площі 7500 га. Рішенням облради від 16.10.2012 р. № 17-5/VI площу заказника було розширено до 9654,36 га. Перебуває у віданні: Золотоніська районна державна адміністрація.

## Опис
Заказник розташований при північній частині Кременчуцького водосховища. У природному вигляді збереглась екосистема заплав. Тут трапляються рідкісні види рослин, занесені до Червоної книги України (водяний горіх, сальвінія плаваюча та ін.). 
Мілководна акваторія заказника поблизу сіл Дмитрівка та Домантове є цінним нерестовищем, яке має важливе значення для відтворення рибних запасів. Місцева іхтіофауна представлена близько 30 видами риб із 8 родин, більше 10 з яких мають промислове значення (лящ, короп звичайний, судак звичайний, карась сріблястий, щука звичайна, чехоня, плітка звичайна, окунь звичайний, товстолобик білий). Заказник також є важливим місцем для розмноження водно-болотних птахів.